# Reiyū-kai
Reiyū-kai (jap. 霊友会) – japoński nowy ruch religijny wywodzący się z tradycji buddyzmu Nichirena, powstały w latach 20. XX wieku.

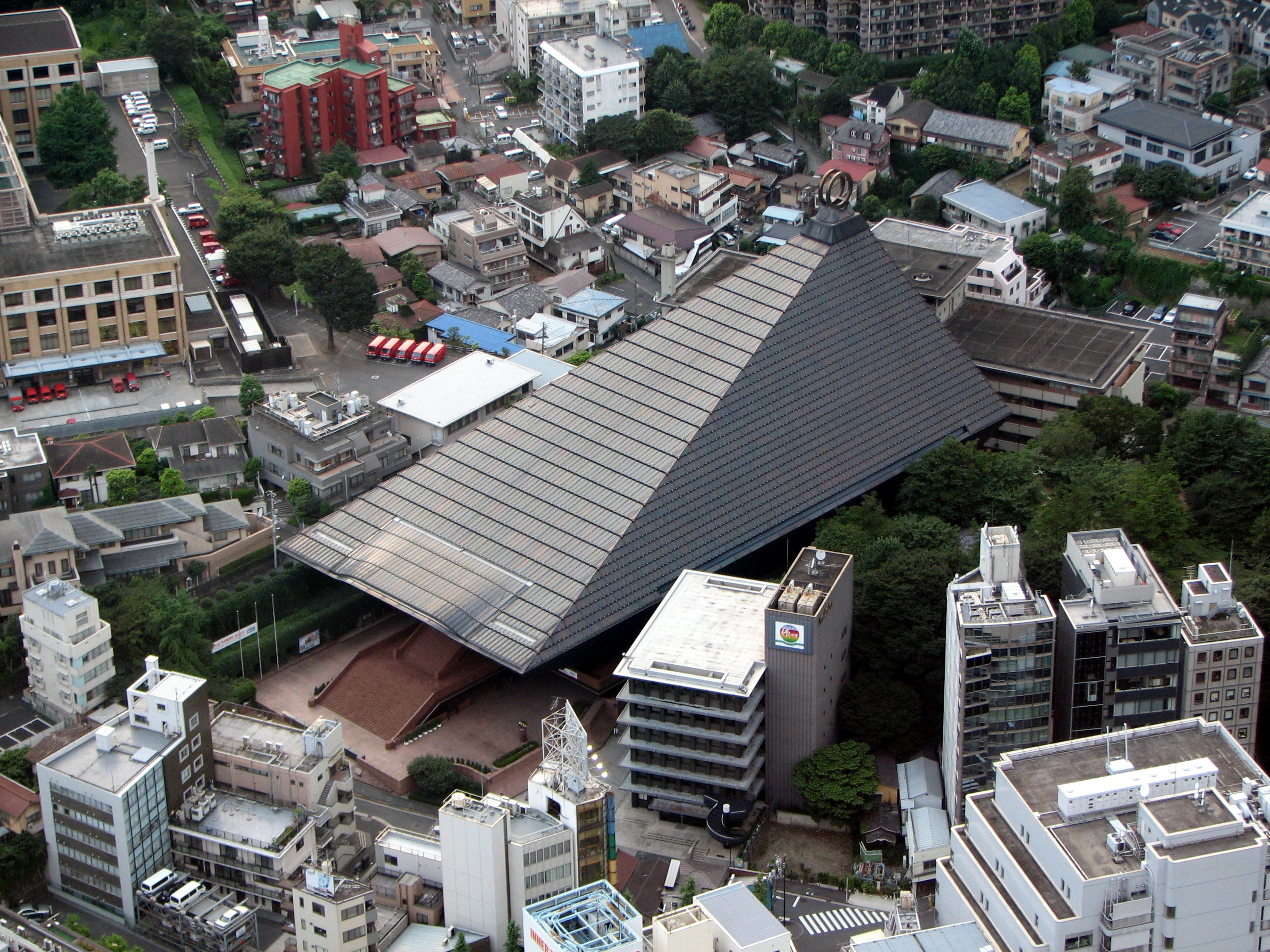
Shakaden –- główna świątynia Reiyū-kai w Tokio

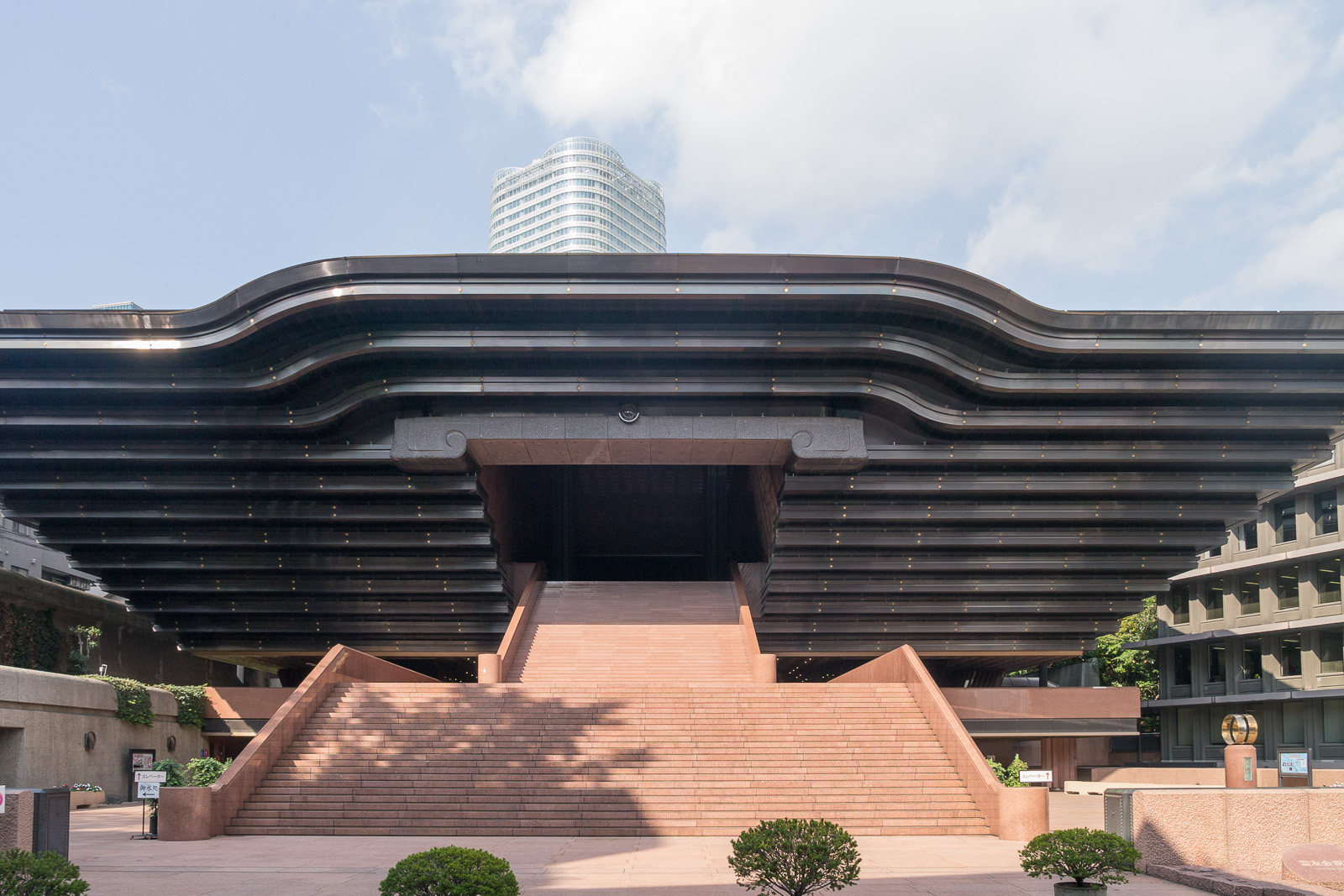
Shakaden od frontu

Nazwa Reiyū-kai jest tłumaczona jako Stowarzyszenie Świętych Przyjaciół (ang. Numinous Friends Society) lub Stowarzyszenie Przyjaciół Duchów [Przodków] (ang. Association of Friends of the Spirits). Ruch ten kładzie bowiem nacisk na kult przodków, wierząc, że osobiste i społeczne zło, cierpienie, krzywda wynikają z nieodpowiedniego kultu duchów przodków, którzy nie byli w stanie osiągnąć stanu buddy i zamiast tego są tylko duchami strażniczymi, aż do momentu, gdy po odprawieniu odpowiednich obrzędów, będą mogły zostać wyzwolone.
Ruch założył Kakutarō Kubo (1892–1944), zainspirowany naukami Mugaku Nishidy (1850–1918). Kubo twierdził, iż każdy człowiek wypełniając należycie praktyki religijne może osiągnąć stan buddy, w związku z czym Reiyū-kai nie posiada kleru i jest silnie zdecentralizowaną organizacją. Podstawę doktryny stanowi Błękitna Sutra, będąca zredagowaną przez Kubo wersją Sutry Lotosu. 
Dużą wagę przywiązuje się w Reiyū-kai do kultu przodków, a podstawową praktyką religijną jest prywatna modlitwa przed domowym ołtarzykiem. W wyniku rozłamów wewnętrznych na bazie Reiyū-kai powstały liczne mniejsze wyznania, zachowujące w znacznej mierze nauki macierzystej religii.
Od czasu swego powstania ruch zanotował szybki rozwój, pod koniec II wojny światowej należało do niego już prawie milion Japończyków. W latach 70. XX wieku powstały pierwsze wspólnoty w Stanach Zjednoczonych i Europie. Obecnie Reiyū-kai liczy na całym świecie około 2,5 miliona wyznawców.